# Стшешин (Малопольське воєводство)
Стшешин (пол. Strzeszyn) — село в Польщі, у гміні Беч Горлицького повіту Малопольського воєводства.
Населення — 1978 осіб (2011).
У 1975—1998 роках село належало до Кросненського воєводства.

## Географія
Селом протікає річка Стшешинянка.

## Демографія
Демографічна структура станом на 31 березня 2011 року:
|          | Загалом | Допрацездатний вік | Працездатний вік | Постпрацездатний вік |
| -------- | ------- | ------------------ | ---------------- | -------------------- |
| Чоловіки | 982     | 215                | 670              | 97                   |
| Жінки    | 996     | 186                | 577              | 233                  |
| Разом    | 1978    | 401                | 1247             | 330                  |